# Shaun Dooley
Shaun Dooley (Barnsley, 30 maart 1974) is een Brits acteur.

## Biografie
Dooley werd geboren in Barnsley in een gezin van drie kinderen. Dooley studeerde van 1992 tot en met 1995 aan de toneelschool Arden School of Theatre in Manchester. 
Dooley begon in 1997 met acteren in de korte film Groove on a Stanley Knife, waarna hij nog meerdere rollen speelde in films en televisieseries. 
Dooely is in 1999 getrouwd en heeft hieruit vier kinderen.

## Filmografie

### Films
Uitgezonderd korte films.
- 2024 The Can - als Adam
- 2024 Tyger - als Neil
- 2023 Saltburn - als Jeff Quick
- 2019 The Corrupted - als Eamonn McDonagh
- 2019 Official Secrets - als John
- 2018 Pond Life - als Russ Buckfield
- 2014 Blood Moon - als Calhoun
- 2012 Offender - als Jackie Nash
- 2012 The Woman in Black - als visser
- 2011 The Borrowers - als Robert Millman
- 2011 Junkhearts - als Josh
- 2011 The Awakening - als Malcolm McNair
- 2010 Accidental Farmer - als Matt
- 2010 The Road to Coronation Street - als Derek Bennett
- 2009 Kandahar Break - als Richard Lee
- 2009 Salvage - als Kieran
- 2009 Red Riding: In the Year of Our Lord 1974 - als Dick Alderman
- 2009 Red Riding: In the Year of Our Lord 1980 - als Dick Alderman
- 2009 Red Riding: In the Year of Our Lord 1983 - als Dick Alderman
- 2008 Eden Lake - als Jon
- 2007 Diana: Last Days of a Princess - als Trevor Rees Jones
- 2007 The Mark of Cain - korporaal Gant
- 2005 Child of Mine - als Simon
- 2002 Shackleton - als Hubert Hudson
- 1999 Warriors - als John Hookway

### Televisieseries
Uitgezonderd eenmalige gastrollen.
- 2024 Criminal Record - als S Kim Cardwell - 7 afl.
- 2024 Mr Bates vs. The Post Office - als Michael Rudkin - 3 afl.
- 2023 Changing Ends - als Graham Carr - 6 afl.
- 2019-2022 Gentleman Jack - als Jeremiah Rawson - 7 afl.
- 2019-2021 The Witcher - als King Foltest - 4 afl.
- 2021 Grantchester - als Johnny Richards - 4 afl.
- 2021 Innocent - als DCI Mike Braithwaite - 4 afl.
- 2021 It's a Sin - als Clive Tozer - 5 afl.
- 2020 The Stranger - als Doug Tripp - 8 afl.
- 2017 Gunpowder - als sir William Wade - 3 afl.
- 2017 Jamestown - als Michaelmas Whitaker - 7 afl.
- 2016 DCI Banks - als Steve Richards - 5 afl.
- 2015 Cuffs - als DC Carl Hawkins - 8 afl.
- 2015 Broadchurch - als Ricky Gillespie - 6 afl.
- 2014 The Game - als Jim Fenchurch - 6 afl.
- 2014 Wolfblood - als Kincaid - 6 afl.
- 2012-2013 Misfits - als Greg - 16 afl.
- 2013 The White Queen - als sir Robert Brackenbury - 3 afl.
- 2011 Great Expectations - als Joe Gargery - 3 afl.
- 2011 Postcode - als Dean - 2 afl.
- 2011 Sugartown - als Jason Burr - 3 afl.
- 2011 Exile - als Mike Eldridge - 3 afl.
- 2011 South Riding - als mr. Holly - 3 afl.
- 2010 Married Single Other - als Eddie - 6 afl.
- 2010 Five Days - als sergeant Parker - 5 afl.
- 2008 Apparitions - als Liam - 2 afl.
- 2007 Mobile - als DI George Fleming - 3 afl.
- 2006 The Street - als Peter Harper - 2 afl.
- 2005 Murphy's Law - als Ollington - 3 afl.
- 2001-2004 EastEnders - als Tom Stuart - 29 afl.
- 2003 P.O.W. - als Brown - 6 afl.
- 2002 Silent Witness - als Paul Preston - 2 afl.
- 1997-1998 Casualty - als brandweerman - 3 afl.
- 1997-1998 Coronation Street - als Richie Fitzgerald - 10 afl.

- Bibliothèque nationale de France: cb16219451q (data)
- Gemeinsame Normdatei: 1122664443
- International Standard Name Identifier: 0000 0000 9715 3142
- Library of Congress Control Number: no2007044997
- Système universitaire de documentation: 194448088
- Virtual International Authority File: 143625496
- WorldCat: E39PBJx8Cpcp8V4KQfdfRMbWXd